# Barbara Bergmannová
Barbara Rose Bergmannová (nepřech. Bergmann, 20. července 1927 – 5. dubna 2015) byla feministická ekonomka, jejíž práce pokrývá mnoho témat od péče o děti a genderové nerovnosti až po chudobu a sociální zabezpečení. Bergmannová byla spoluzakladatelkou a prezidentkou Mezinárodní organizace pro feministickou ekonomii, důvěrnicí Ekonomů pro mír a bezpečnost a emeritní profesorkou ekonomie na Marylandské a Americké univerzitě.

## Historie
Barbara Bergmannová se narodila roku 1927 rumunské matce a polskému otci v Bronxu ve Spojených státech amerických, kam její rodiče a prarodiče imigrovali z Evropy v roce 1914 kvůli tamějšímu antisemitismu. Ani jeden z Barbařiných rodičů nedokončil své studium. Namísto toho pracovali, avšak u své dcery očekávali, že podle vzoru amerických zvyků a tradic půjde studovat na vysokou školu. Když bylo Barbaře pět let, začala projevovat zájem o feminismus a usilovat o rovnost mezi muži a ženami, neboť se v dospělosti chtěla stát nezávislou osobou, a to vyžadovalo peníze a rovnost. Během Velké hospodářské krize projevila Bergmannová silné přesvědčení, že by vláda měla poskytnout zdroje a pomoc jednotlivcům, kteří čelili nekontrolovatelným okolnostem nebo neměli potřebné zdroje a znalosti, aby se o sebe postarali.
Později Bergmannová získala stipendium na Cornellově univerzitě a studovala matematiku. Zatímco se na univerzitě s láskou zabývala „vytvářením modelů jednoduchých procesů, které by se mohly či nemusely podobat tomu, co se děje ve skutečné ekonomice,“ objevila knihu Gunnara Myrdala s názvem Americké dilema, která hovořila o rasové nerovnosti na jihu Ameriky. Myrdalova kniha v Barbaře vyvolala zájem o rasovou diskriminaci, který se nakonec vyvinul v zájem o diskriminaci na základě pohlaví, jenž Barbaru provázel po celou dobu její kariéry.
Poté, co v roce 1948 Bergmannová promovala s bakalářským titulem, jí recese, diskriminace židů a segregace pohlaví na pracovištích ztěžovaly nalezení práce, která by pro ni byla zajímavá. Bergmannová přijala práci u federální vlády v newyorském Úřadu pro statistiku práce, kde prováděla průzkum veřejného mínění. Po pouhém roce se stala vedoucí oddělení. Barbara zde také získala zkušenost s rasovou diskriminací z první ruky, která přesně vystihovala skutečnost a všudypřítomnost tehdejší rasové diskriminace. Bergmannové se podařilo zařídit povýšení v té době jediného černošského zaměstnance, avšak krátce na to byl znovu degradován a jeho místo dostal někdo jiný.
V roce 1959 získala Bergmannová titul Ph.D. z Harvardově univerzity a začala se zajímat o počítačově simulovanou ekonomii, protože si uvědomila, že ekonomie by měla být založena spíše na pozorování a terénním výzkumu než pouze na teoretizování. Výzkum a zkušenosti vedly Barbaru Bergmannovou k rozvoji teorií a představ o vládní politice, implementaci pozorování do ekonomiky a rasové a genderové rovnosti.

### Angažovanost v organizacích
Během Kennedyho administrativy byla Barbara Bergmannová vedoucí pracovnicí prezidentské Rady ekonomických poradců a hlavní ekonomickou poradkyní v Agentuře pro mezinárodní rozvoj. Působila také jako poradkyně Kongresového rozpočtového úřadu a Předsednictva sčítání lidu.
V roce 1965 nastoupila na Marylandskou univerzitu, kde učila až do roku 1988. Od 1988 až do 1997 učila ekonomii na Americké univerzitě.
Bergmannová byla také zapojena do mnoha národních i mezinárodních organizací, které podporují pokrok a rovnost. Působila jako předsedkyně Výboru pro postavení žen v ekonomických profesích Americké ekonomické asociace a jako prezidentka Východní ekonomické asociace, Společnosti pro rozvoj socioekonomie, Americké asociace univerzitních profesorů (1990–1992) a Mezinárodní asociace pro feministickou ekonomii (1999–2000).[nedostupný zdroj]

### Ocenění
Barbara Bergmannová získala v roce 2004 cenu Carolyn Shaw Bell za zlepšení postavení žen v ekonomii a přispění k porozumění toho, jak mohou ženy stoupat v akademické oblasti.

## Ideje
Barbara Bergmannová přispěla ekonomii dvěma hlavními idejemi. Za prvé tvrdila, že charakteristickou vlastností trhu práce je všudypřítomná diskriminace. Za druhé argumentovala proti tradiční ekonomické metodice vyvozování závěrů ze souboru nerealistických předpokladů.

### Ekonomie
Bergmannová tvrdí, že „mnoho špatného vychází z kapitalismu, ale lze to napravit příslušnými vládními regulacemi a velkorysým poskytováním důležitých služeb a bezpečnostních opatření. Ovšem z kapitalismu vychází také mnoho dobrého a nepostradatelného.“
Barbara studovala na Harvardově univerzitě mikrosimulaci, což je kategorie analytických počítačových nástrojů, které provádí velmi detailní analýzu činností jako je například dálniční doprava, finanční transakce nebo patogeny, jež šíří nemoci v populaci. Bergmannová při svých studiích pracovala s počítačově generovanou simulací, která poskytovala model s rovnicemi o makro proměnných, jež byly vytvořeny na analogii mikroekonomie. Věřila, že právě mikrosimulace poskytuje extrémní přesnost a schopnost začlenit složitosti odhalené empirickými pozorováními do fungování podnikání. Společně s profesorem Edwardem Chamberlinem z Harvardově univerzitě zjistila, že ekonomická teorie, bez ohledu na její vynalézavost a převládání v terénu, může ve skutečnosti vytvořit jiný obraz ekonomiky než realita. Právě, když se v kurzu Edwarda Chamberlina dělal tržní experiment, začala Bergmannová věřit, že je třeba ekonomickou teorii ovlivnit skutečným pozorováním jednotlivců. Jeden z jejích pohledů a názorů na ekonomii byl, že „skutečné anekdoty mohou obsahovat mnohem cennější informace o stavu věcí ve světě než teorie ekonomů, které nejsou ničím jiným než (možná nepravdivými) příběhy vytvořenými ekonomy, kteří pouze sedí ve svých kancelářích a nepřináší ekonomii žádné reálné poznatky.“
Bergmannová říká, že pozorování a empirické důkazy mohou vést k teoriím, které ve skutečnosti odrážejí lidské chování, místo toho, aby pouze vytvářely teorie na papíře, které ne vždy v reálu fungují. Argumentuje, že makroekonomie může vyřešit mnoho sociálních problémů a stejně tak hospodářská politika může být využita ke zlepšení života jednotlivců, ale problémem je, že jsou ekonomové příliš ovlivňováni svou politickou příslušností, a tím pádem se nemohou dopracovat ke společnému cíli.
Bergmannová byla ostrou kritičkou politiky „Laissez-faire,“ neboli neviditelné ruky trhu, kterou tehdy prosazovala Reaganova vláda, a také byla odpůrkyní navrhovaných škrtů v sociálních programech, které navazovaly na „New-Deal“. Cílem tohoto programu bylo překonat hospodářskou krizi prostřednictvím státních zásahů do ekonomiky.

### Genderové nerovnosti
Barbara Bergmannová poznamenává, že civilizace nikdy nezažila rovnost mezi muži a ženami, a že ekonomické i sociální rozdělení je historický fakt, který je tu odjakživa. I přesto, že došlo k přílivu žen na trh práce a že muži vykonávají větší množství práce v domácnosti, stále panuje ekonomické dělení mezi muži a ženami.
Barbara si myslí, že nejlepším a nejuskutečnitelnějším způsobem, jak zajistit onu genderovou rovnost je „vysoká komodifikace“. Ta zajistí, že domácí práce, převážně prováděné ženami, včetně péče o děti, budou zadávány organizacím či jednotlivcům. Dále by zahrnovala vládní dotace pro manželské páry i svobodné matky.
Bergmannová dále dodává, že samotné zvýšení komodifikace nestačí. Musí být podpořeno eliminací diskriminace žen v zaměstnání, vysoce konkurenčním chováním žen a dalšími vládními podporami pro rodiny vychovávající děti. Bergmannová projevuje silnou vášeň pro genderovou rovnost a touží po vládních opatřeních pro spravedlivé zacházení se ženami v zaměstnání.

## Smrt
Dne 5. dubna 2015 Barbara Bergmannová spáchala sebevraždu ve svém domě ve městě Bethesda v Marylandu. Byla dlouholetou členkou společnosti Hemlock Society a hájila asistovanou sebevraždu.
Kromě své profesní stopy po sobě zanechala svého syna Davida Martina Bergmanna, dceru Sarah Nellie Bergmannovou a tři vnoučata. Její manžel Fred H. Bergmann, mikrobiolog z Národního institutu zdraví, za kterého se provdala v roce 1965, zemřel roku 2011.
Mezinárodní asociace pro feministickou ekonomii prostřednictvím sociálních sítí uvedla, že byli „zarmouceni, když se dověděli o nedávné smrti Barbary Bergmannové“ a vyzvala lidi, aby uctili její památku tím, že přispějí do jejího fondu.